# 孙蒯
孙蒯（？—？），姬姓、孙氏，中国春秋时期卫国人，上卿孙林父的儿子。
前563年，楚国公子贞、郑国子耳伐宋国，卫献公救援。郑国子展、子驷派皇耳率兵伐卫，孙林父与子孙蒯抵御，孙蒯俘获皇耳。前559年，卫献公不敬孙林父和宁殖，召他们赴宴，却爽约。卫献公当着孙蒯的面让乐工师曹唱《巧言》终章。孙蒯告知父亲，孙林父联合宁殖逐出卫献公，立献公之侄卫殇公。卫献公逃到齐国。前556年，孙蒯到曹国重丘打猎，重丘人讥讽他父子驱逐国君。孙蒯大怒，率师讨伐曹国。晋国调停，扣押孙蒯。